# Intel Core i7

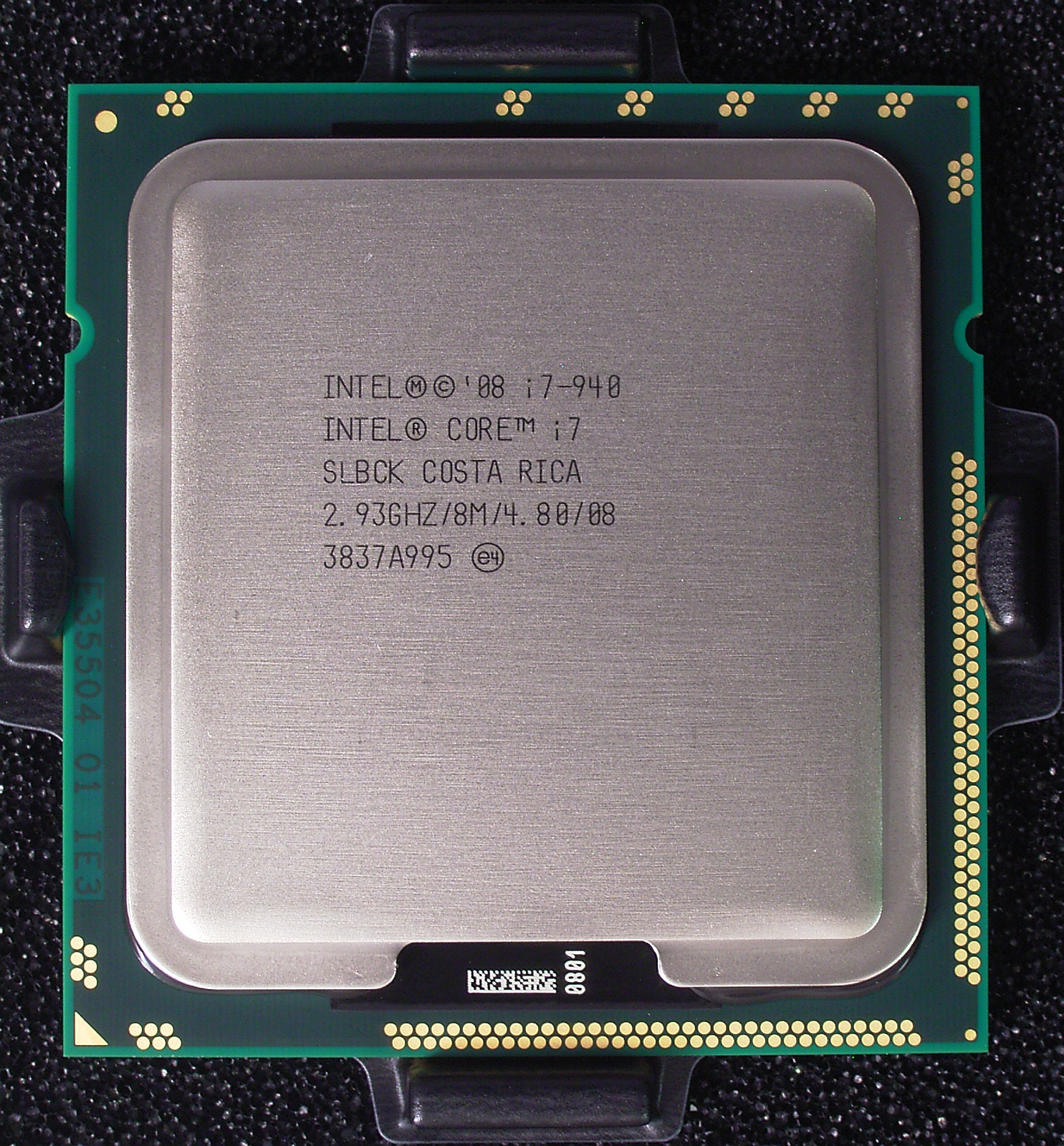
Procesor Intel Core i7-940 widok od strony odprowadzającej ciepło (od góry)

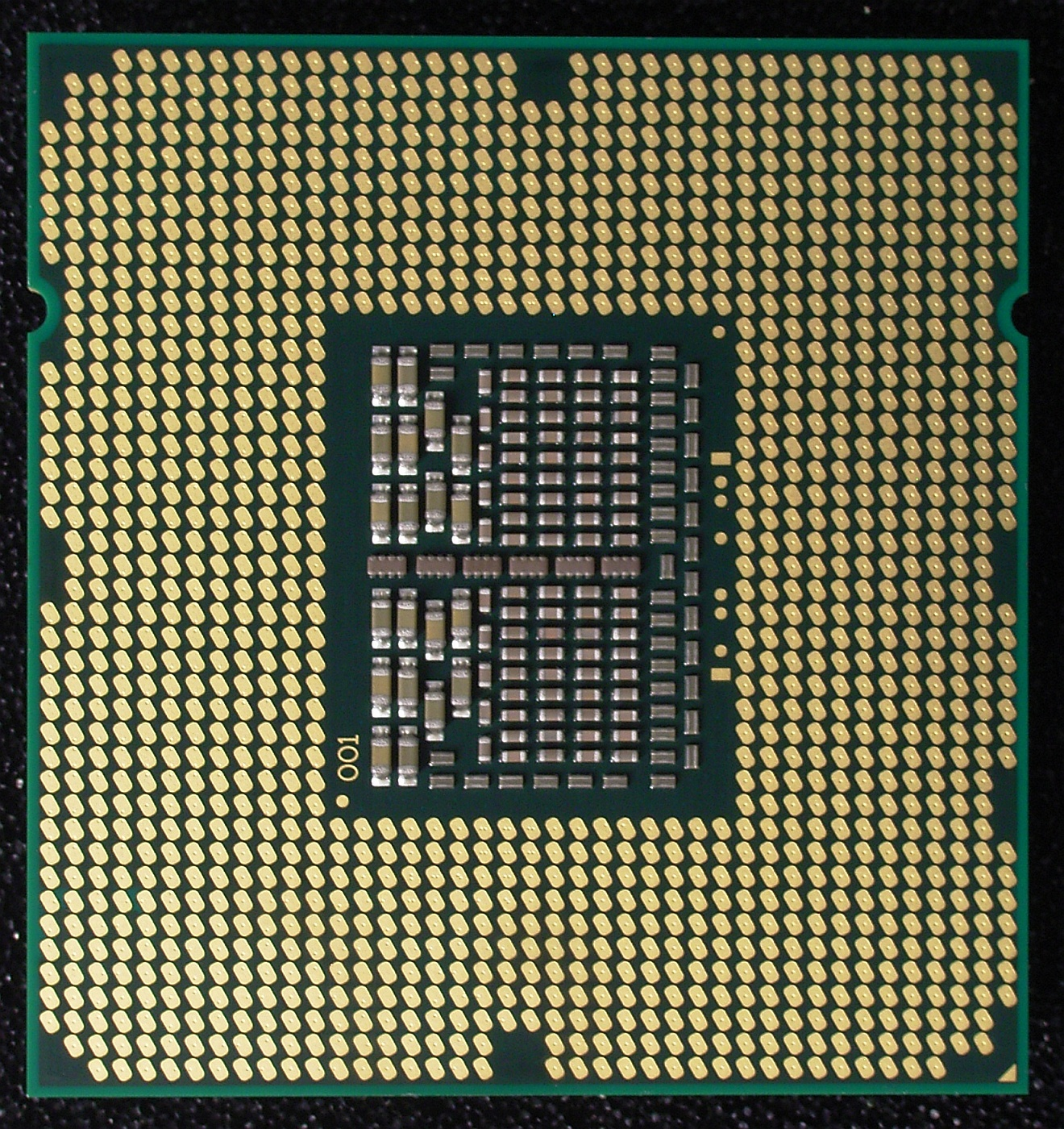
Procesor Intel Core i7-940 (widok od dołu) 1366 pól stykowych złącza LGA1366

Ogólny schemat blokowy architektury wewnętrznej

Intel Core i7 (pierwsza generacja) – generacja procesorów firmy Intel oparta na architekturze x86-64, premiera układu miała miejsce 3 listopada 2008 roku. Wykorzystuje ona mikroarchitekturę procesora o nazwie Nehalem. Jest to następca układów Intel Core 2 Duo i Intel Core 2 Quad z rdzeniem Penryn.
Core i7 wykonywane są w technologiach 45, 32, 22, 14 i 10 nm. Taktowanie rdzeni wynosi do 4 GHz (z Intel® Turbo Boost Technology 4,2 GHz). Pierwsze procesory z tej serii ukazały się 3 listopada 2008. Mogą one współpracować jedynie z pamięciami DDR3 (w 3 kanałach), a pierwszym chipsetem obsługującym podstawkę LGA 1366 jest X58.
Zamiast magistrali FSB oraz mostka północnego pojawiły się dwie nowe szyny danych – QPI lub DMI,dzięki którym przepływ danych pomiędzy procesorem a chipsetem może wynieść do 25,6 GB/s (QPI). Komunikacja z pamięcią zachodzi przez wbudowany w procesor, kontroler pamięci IMC (Integrated Memory Controller).
Wszystkie procesory z pierwszej generacji Core i7 mają taką samą ilość pamięci cache:
- po 32 KB pamięci instrukcyjnej L1 i 32 KB pamięci danych L1 na każdy z rdzeni
- po 256 KB współdzielonej pamięci instrukcyjnej/danych L2 na każdy z rdzeni
- 8 MB współdzielonej pamięci instrukcyjnej/danych L3 wspólnej dla wszystkich rdzeni

Są wyposażone w najnowsze technologie oszczędzania energii, dzięki którym komputery stacjonarne mogą przechodzić w tryby uśpienia poprzednio dostępne dla notebooków. Udostępniają także nową funkcję zwiększającą wydajność – Nehalem Turbo Boost lub Intel Turbo Boost, która automatycznie zwiększa szybkość taktowania jednego lub kilku rdzeni procesora w przypadku obciążenia, jeśli procesor nie przekroczy swojego TDP. Dzięki niej wydajność procesora zwiększa się (zarówno w aplikacjach jedno jak i wielowątkowych), jednocześnie nie zwiększając poboru prądu w trakcie spoczynku.
Zastosowano technologię Hyper-Threading (wykorzystywanej wcześniej w Pentium 4 i procesorach Xeon), która umożliwia jednoczesne wykonywanie wielu nie kolidujących ze sobą wątków obliczeniowych. Oznacza to, że każdy rdzeń może robić dwie rzeczy naraz, np. czterordzeniowy procesor Core i7 może wykonywać 8 wątków jednocześnie.
Nowością jest również bufor BTB drugiego poziomu, sprowadzający dane do pamięci podręcznej, oraz bufor RSB, zapobiegający błędnemu przewidywaniu pojawiających się w trakcie wykonywania programu instrukcji powrotnych.
Moduły procesora podzielone zostały na dwie grupy: Core (część rdzenia) i Uncore (pozostałe elementy). W obydwu grupach można dodawać lub odejmować elementy zgodnie z potrzebami i wymaganiami rynku.

## Podstawowe cechy pierwszej generacji
- Obsługa pamięci DDR3
- Technologia Hyper-Threading
- Wbudowany trójkanałowy kontroler pamięci DDR3, IMC (Integrated Memory Controller)
- Nowa szyna systemowa, QPI
- Siedem nowych instrukcji SSE4
- Natywna czterordzeniowość (jak w AMD Phenom)
- Obsługa ośmiu wątków
- Turbo boost
- 45 nm proces produkcyjny
- Gniazdo LGA 1366 (zwane także Socket 1366 lub Socket B), LGA 1156, LGA 1155, oraz LGA 2011
- 8 MB pamięci podręcznej trzeciego poziomu

## Intel Core i7 975 Extreme Edition
Model Core i7 975 Extreme oprócz wysokiego zegara bazowego (3,33 GHz) udostępnia w pełni odblokowany mnożnik oraz zabezpieczenia prądowe, które pozwalają na bezproblemowy overclocking oraz łatwe eksperymenty z procesorem.

## Intel Core i7 980X
Początkowo nazywany Core i9, nazwa kodowa Gulftown. W porównaniu z i7-975 ma zwiększoną liczbę rdzeni z 4 do 6 (dzięki technologii Hyper Threading procesor obsługuje 12 wątków), a ilość pamięci cache L3 z 8 do 12 MB. Taktowanie pozostało bez zmian – tak jak w przypadku czterordzeniowego poprzednika zegar rdzenia to 3,33 GHz. Procesor produkowany jest w procesie produkcyjnym 32 nm.

## Intel Core i7 6700K
W lutym 2016 padł rekord podkręcenia modelu Intel Core i7 6700K wykonanego w technologii Skylake – do 7025,66 MHz